# 窪田志一
窪田 志一（くぼた しいち、1913年〈大正2年〉 - 1984年〈昭和59年〉4月1日）は、鹿児島県日置郡伊集院町（現：日置市）出身の歴史家、政治運動家

## 略歴
- 1934年 第七高等学校造士館卒
- 1937年 東京帝国大学経済学部卒、同年東京芝浦電気入社
- 1938年 応召、熊本第六師団入隊、陸軍予備士官学校卒
- 1947年 復員、鹿児島県農協連課長に就任、その後三菱銀行に転職
- 1948年 祖母から家伝書『かたいぐち記』『異端記』を授けられ、祖先が薩摩藩の隠密「真方衆」（まがたんし）であった事を明かされる。
  - 当時の国政を裏から動かしていたという、同郷の岩屋梓梁（いわや しんりょう、橋口弥次郎佐衛門兼清）の研究に没頭する。
- 1966年 建国記念日審議会公述人応募願を内閣調査室に提出。
  - 以降、政府から命を狙われるようになったと主張し、国政選挙に打って出るようになる。
- 1977年 寺山修司の映画『ボクサー』にカメオ出演
- 1984年 死去。
- 1987年 没後、遺稿を纏めた『岩屋天狗と千年王国』が有志により刊行される。
  - 下忍に主題を置く陰謀史観は、鹿島曻らに影響を与えた。

## 政歴
- 1969年　第32回衆議院議員総選挙　旧東京都第4区　無所属　1,250票　得票率0.28%　11人中9位　落選　供託金没収
- 1971年　第9回参議院議員通常選挙　全国区　無所属　6,080票　得票率0.01%　106人中100位　落選　供託金没収
- 1975年　東京都知事選挙　無所属　828票　得票率0.02%　16人中11位　落選　供託金没収
  - 立会演説会にチョンマゲ、上半身アッパッパ、下半身赤フン姿で登壇し、『チンダレ漫才』を披露。この模様は東京12チャンネルで生中継された。また「語源は易断政府の易断」、「お祭りの時出てくる鼻天狗は岩屋天狗」など、極めて難解な文言が並ぶ選挙公報も大きな話題を呼んだ。なお、こうした奇抜な衣裳での選挙運動はこの選挙が初めてだった。
  - 同時に出馬した深作清次郎は、演説会場の控室で「いくらなんでも非常識だ。君みたいのがいるから、我々は泡沫とバカにされるんだ。仮にも東大卒なら、インテリの誇りってものがあるだろう」と面と向かって批判したが、窪田は耳を貸さなかった[2]。
  - 同都知事選に同時立候補していた秋山祐徳太子に依ると、赤尾敏から「初の東大出の泡沫候補だ」と励まされたため、選挙後も上半身紋付に下半身パンスト姿で、『ふんどし日本一』の幟を立てた乳母車を押し、神保町の街頭で私家本を配布していたという。

## 歴史研究
彼の歴史研究は、祖母の福永ウメより、家伝の『かたいぐち記』『異端記』という古文書を渡されたことに始まる。。
この『かたいぐち記』『異端記』に、記されていた岩屋梓梁（いわやしんりょう）の業績調査のため南九州各地をまわり、その後研究結果を自家出版した。

## 易断史料
彼の著作中、祖母の福永ウメから受け継いだ『かたいぐち記』『異端記』のことは、まとめて「易断史料」と呼ばれていることが多い。
この「易断史料」については、最後まで公開が行われず、また著書の中でも、原文らしきものがほとんど引用されていないことから、その実在自体も疑われる。
そのため、現在ではその内容のみならず実在性についても、彼が残した文章から間接的に推察せざるを得ない。『かたいぐち記』については、彼が記した次の具体的な説明から、なんらかの記録は実在したことをうかがわせる。

「真方衆は、-中略- 岩屋梓梁に関する情報、資料蒐集につとめ、その逐一報告は、谷山（旧谷山郷、現在鹿児島市南部）下福元に岩屋梓梁が建立した清泉寺代々の住持が、禅宗の教線と薩摩藩学匠達が清泉寺で行った『参学会』（参禅を口実とした岩屋梓梁研究発表会）から得た知識と共に取捨選択して誌し、秘密保持の必要上、記録の嵩を小さくして後世に分かり易く残すためにすべて楷書をもって念入りに誌され『かたいぐち』と表記して、厚さ五十厘ほどに達している。」

## 選挙公報における部落差別用語の削除事件
1975年、都知事選に立候補した際、選挙公報の中で「エタ」「エッタ」「餌取（えた）」「穢多童」「易断（えた）」などの語を13箇所で使用し、東京都選挙管理委員会から「基本的人権を著しく侵害する」などの理由により、これらの語を職権で削除された。
窪田の所論は「エタは、永正年代に時の室町幕府を倒した神仏習合の易断（えた）政府を語源にしたものであり、のちに徳川幕府が、誇り高き易断政府の子孫たちを全国に隔離し差別した」などという独自の内容で、科学的には不正確だが、要するに「被差別部落民はもっと胸を張るべきだ」というもので、差別を助長する意図はなかったとされる。
この事件は1975年3月25日、「朝日新聞」「毎日新聞」「読売新聞」の3紙の朝刊社会面で大きく報じられたが、部落問題に関する報道タブーから、この事件の核心である差別用語が一切書けなかったため、読者には全く意味不明な記事だったという。

## 主著
- 『岩屋天狗と千年王国』上・下（岩屋梓梁顕彰会、八幡書店）ISBN 4893503030　ISBN 4893503049
- 『易断（エタ）政府を樹立した岩屋梓梁』（私家本）
- 『西郷征韓論は無かった　附篇・実在した易断政府と岩屋梓梁』（私家本）

## 参考
- 『歴史を変えた偽書－大事件に影響を与えた裏文書たち』　ジャパン・ミックス　1996年　ISBN 4883211908
- 『泡沫桀人列伝－知られざる超前衛』　秋山祐徳太子　二玄社　2002年　ISBN 4544020379